# 艾米 (纪录片)
《艾米》（英語：Amy）是一部2015年Asif Kapadia执导的英国纪录片，讲述英国女歌手艾美·懷絲的生平、事业的成功、爱情的曲折、身陷毒品的折磨以及最后的酗酒过度导致的身亡。2015年7月3日在英国和美国发行上映，获得奥斯卡最佳纪录片奖。

## 評價
爛番茄在2022年9月整理「有史以來最受好評的100部紀錄片」名單，本片排名第34名。

## 奖项
- 奥斯卡最佳纪录片
- 英国电影学院奖最佳纪录片
- 广播影评人协会最佳纪录片
- 芝加哥影评人协会最佳纪录片
- 底特律影评人协会最佳纪录片
- 欧洲电影奖最佳纪录片
- 格莱美奖最佳音乐电影
- 伦敦影评人协会最佳纪录片
- 洛杉矶影评人协会最佳纪录片
- 国家评论协会奖最佳纪录片
- 纽约在线影评人协会最佳纪录片
- 美国制片人工会奖最佳纪录片
- 卫星奖最佳纪录片
- 温哥华影评人协会最佳纪录片